# ABC Signature

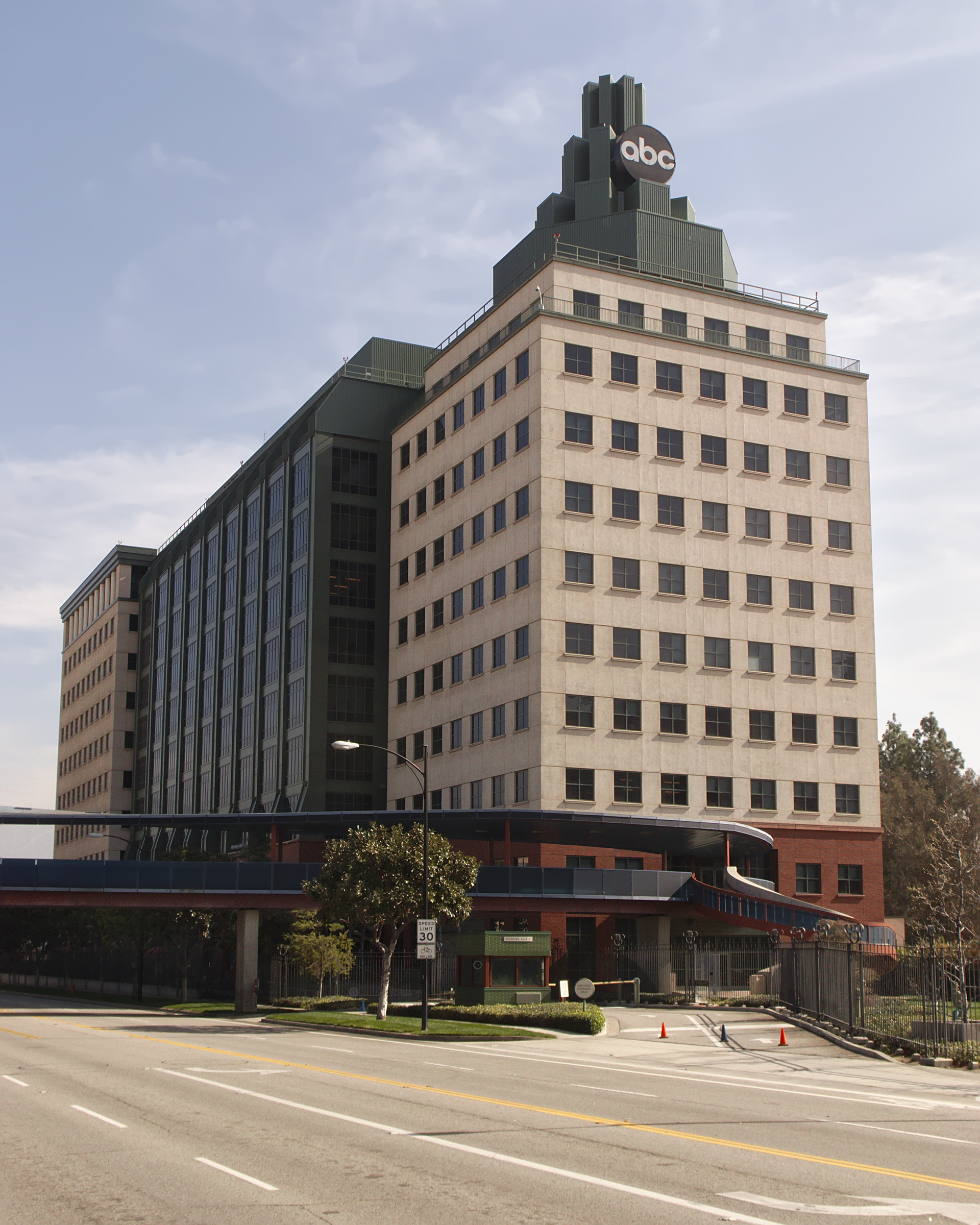
Het gebouw van ABC Studios in Burbank, Californië (op het terrein van het hoofdkantoor van The Walt Disney Company).

ABC Signature is een Amerikaans productiebedrijf van televisieprogramma's. 

## Geschiedenis
De televisiedivisie werd in 1985 opgericht als Touchstone Television, een spin-off van Touchstone Pictures. In 1996, toen Disney het televisienetwerk ABC overnam, fuseerde het met ABC Circle Films. In 2007 werd de divisie omgedoopt tot ABC Studios.
In 2012 werd er onder de naam ABC Signature Studios een nieuwe afdeling opgericht voor de productie van televisieprogramma's voor andere televisienetwerken dan ABC en streamingdiensten. Na een reorganisatie fuseerde deze afdeling in 2020 met ABC Studios tot ABC Signature.
Het productiehuis produceert voornamelijk televisieshows voor ABC, Disney Channel, ESPN en andere ABC-zenders.

### Vroegere namen
- Touchstone Television (1985–2007)
- ABC Studios (2007–2020)
  - ABC Signature Studios (2012–2020)
- ABC Signature (2020–heden)

## Lijst van programma's (selectie)
- 8 Simple Rules
- According to Jim
- Designated Survivor
- Desperate Housewives
- Castle
- Criminal Minds
- Grey's Anatomy
- Hope & Faith
- Kevin Hill
- Less Than Perfect
- Life As We Know It
- Lost
- My Wife and Kids
- Rodney
- Ugly Betty
- Ghost Whisperer
- Legend of the Seeker
- Baby Daddy
- Once Upon a Time
- Alias
- Boy Meets World
- Clerks
- Empty Nest
- The Golden Girls
- Home Improvement
- Scrubs